# Noboru Takeshita
Takeshita Noboru (født 26. februar 1924, død 19. juni 2000) var en japansk politiker, som var landets 74. premierminister i perioden mellem 6. november 1987 og 3. juni 1989.
1. ↑  Navnet er anført på engelsk og stammer fra Wikidata hvor navnet endnu ikke findes på dansk.